# 紐歯目
紐歯目（ちゅうしもく、Taeniodonta）は絶滅した哺乳類の一グループ（目）である。帯歯目という訳語もある。暁新世初期から始新世中期にかけて、北アメリカ大陸のみに分布していた。体重5kg（初期の代表的なもの）から100kg以上（最大のもの）まで、体の大きさは多様性に富んでいる。
初期のものの代表格オニコデクテス（Onychodectes）は特殊化していない身体構造を有しており、また恐らくは雑食性であった。犬歯は巨大であり、 そして臼歯は高冠歯となっていた。身体構造は彼らが優れた登攀能力とオポッサムに似た生態を持っていたことを示唆している。
後期のものの代表格であり、恐らく最もよく知られた紐歯目であるスティリノドン（Stylinodon）は、大型の獣で、明らかに強固な頭部構造をしていた。上の切歯は長く、歯根を欠いていた。犬歯もまた大型化しており、鑿（のみ）のような形に発達していた。臼歯は尖った形状であった。強力な前足には長く平らな鉤爪があった。スティリノドンの形態にはツチブタとの類似性があるが、歯の構造は明らかに彼らが植物食性であったことを示している。彼らはその強力な前足で植物の根や塊茎を掘っていたのであろう（ツチブタは同様に強い前足でアリやシロアリを掘る）。
紐歯目の、哺乳類の他のグループとの関係は不明確だが、同じように系統不明の絶滅群であるPaleoryctidaeやパントレステス類（Pantolestida）との類縁関係が指摘されることがある。大きなグループであるキモレステス目に帰属させる場合もあるが、キモレステス目は人為的な分類群である可能性があり、「未分類群のゴミ箱」として役立つに過ぎないとの見解もある。

## ギャラリー

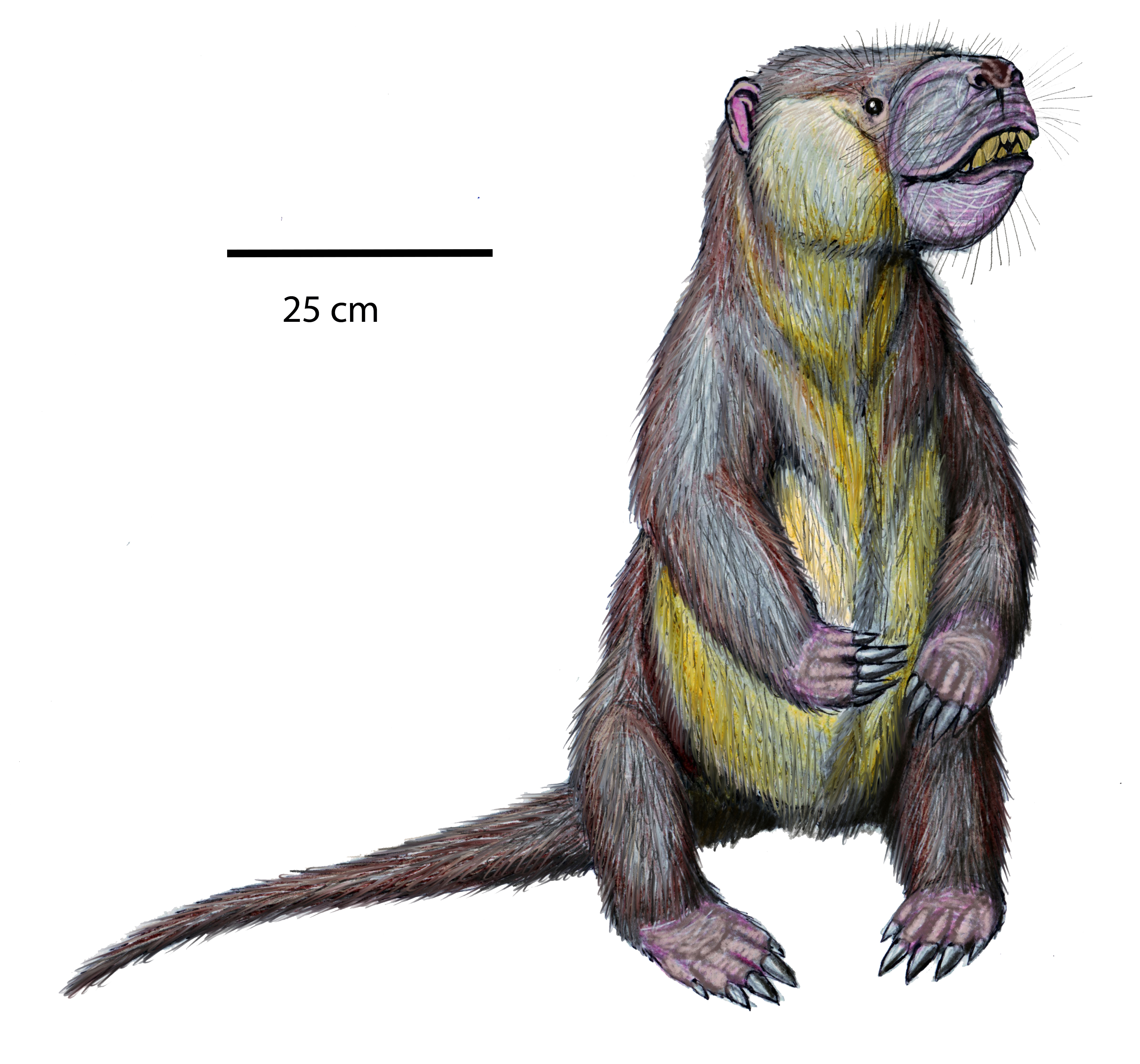
プシッタコテリウム復元図
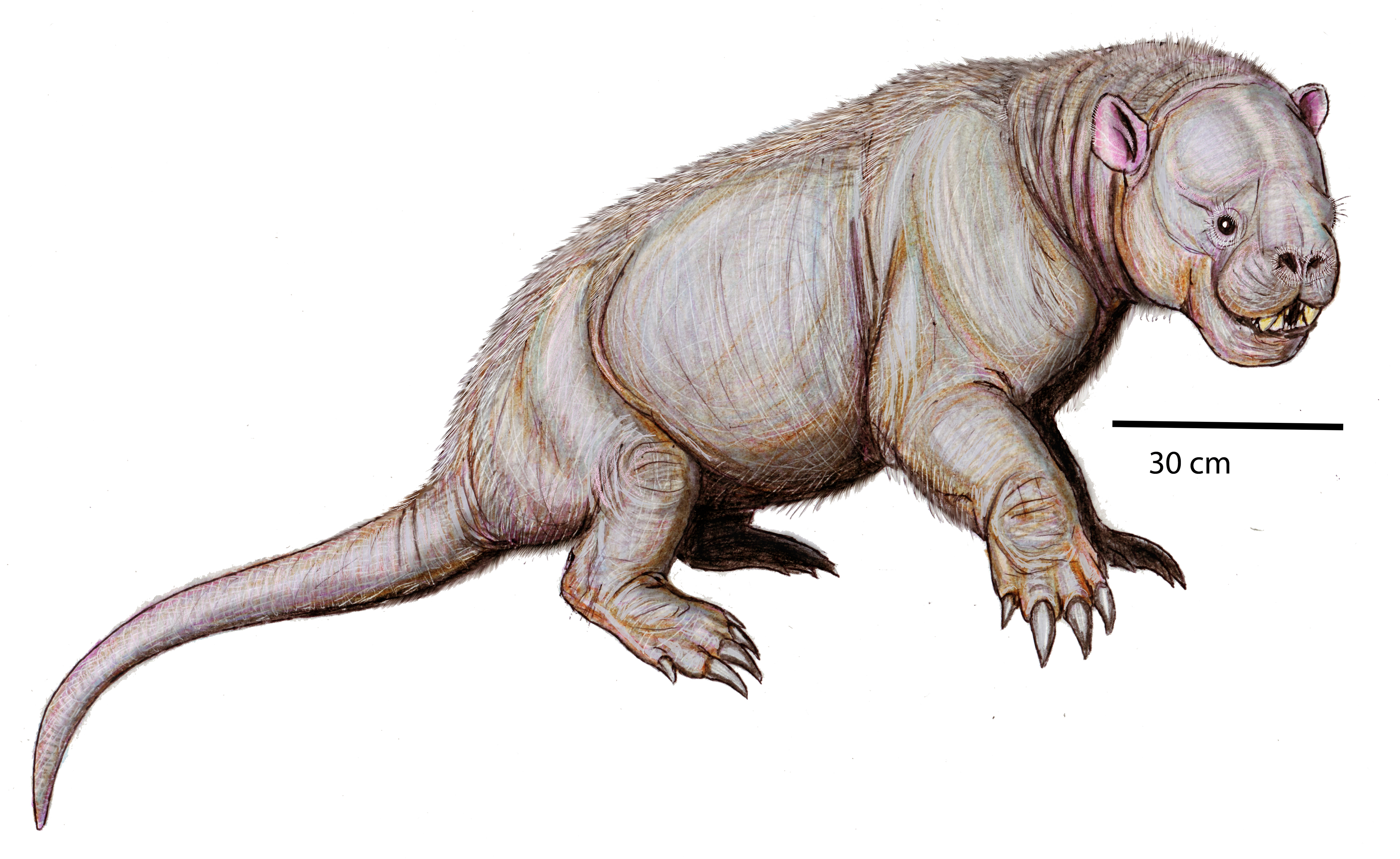
スティリノドン復元図
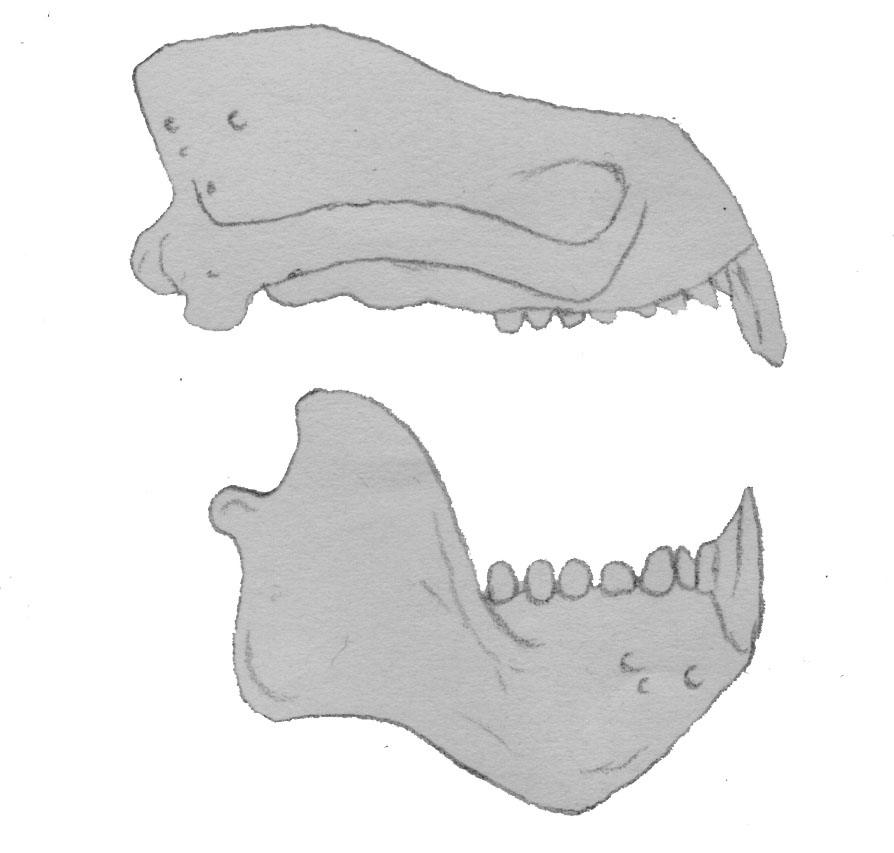
スティリノドン（Stylinodon）の頭部

## 主要参考文献
- T. S. Kemp: The Origin & Evolution of Mammals. Oxford University Press, Oxford 2005. ISBN 0198507615